# Гомјеница (насеље)
Гомјеница је велико приједорско приградско насеље, које је добило име по истоименој ријеци која њиме протиче.

## Географија
Насеље се налази око два километра јужно од центра града и ријеком Гомјеницом је подијељено на Малу и Велику Гомјеницу. Кроз насеље пролази регионални пут Приједор — Томашица.

## Демографија
МЗ Гомјеница броји око 5100 становника у 1100 домаћинстава. Већина становништва су Срби.